# Chiesa di Sant'Andrea (Firenze)
La chiesa di Sant'Andrea, detta anche Sant'Andrea all'Arco, era un edificio religioso del centro storico di Firenze, situato nell'omonima piazza di Sant'Andrea, tra via Calimala e piazza del Mercato Vecchio. Venne distrutta nel 1889 all'epoca del "Risanamento di Firenze", e al suo posto venne allargata la piazza Vittorio, oggi piazza della Repubblica. Si doveva trovare presso l'angolo sud-est della piazza, dove ci sono i tavolini all'aperto del caffè/ristorante in angolo con Calimala.

## Storia

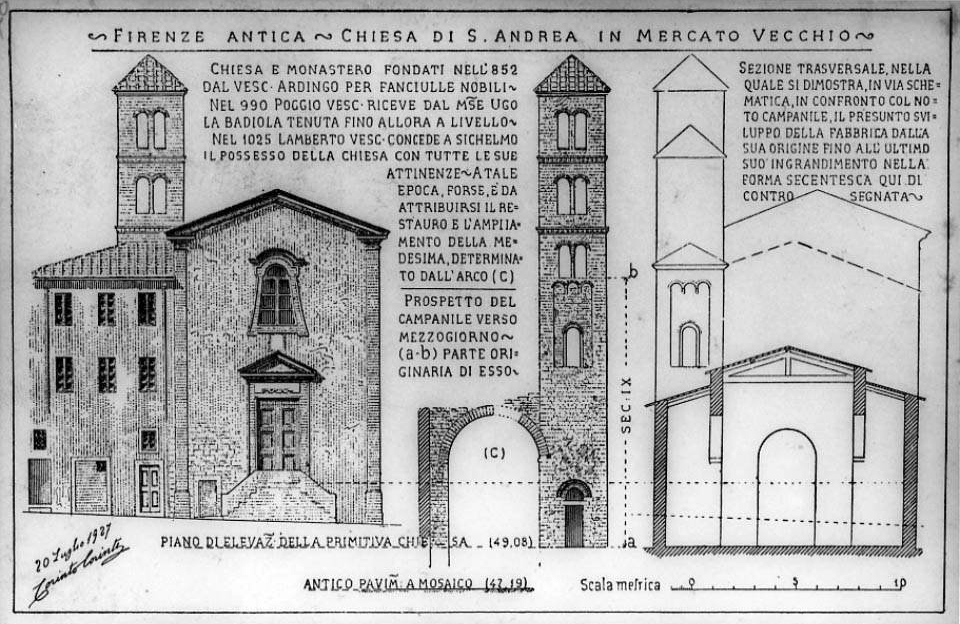
Corinto Corinti, studi sull'antica chiesa di Sant'Andrea in Mercato Vecchio

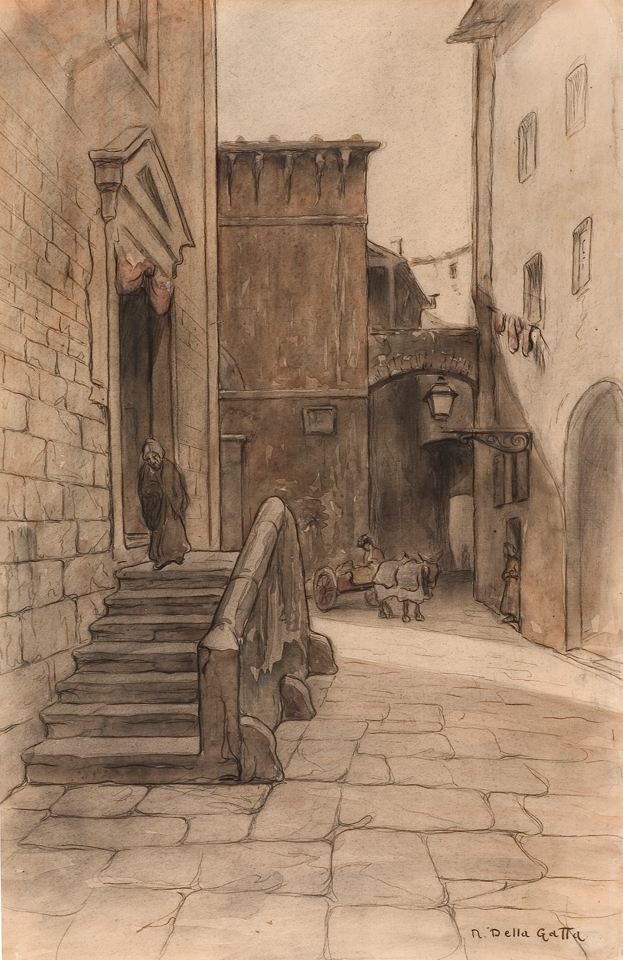
Anacleto Nino Della Gatta, Chiesa di Sant'Andrea (vi si vede in secondo piano la Residenza dell'Arte dei Linaioli e Rigattieri e la via dei Cavalieri)

La piccola chiesa risaliva almeno agli inizi del IX secolo come appartenente ai vescovi di Firenze, fin da quando Ludovico II, nell'852, l'aveva donata alla chiesa di San Giovanni perché il vescovo Radingo vi costituisse un monastero femminile dedicato alla Sacra Vergine, come di fatto fece, eleggendo come badessa sua sorella Radburga o Radenberga o più semplicemente Berta. Radingo e Berta erano figli del conte palatino Uvepoldo. I rilievi eseguiti al tempo della demolizione confermerebbero la fondazione della chiesa in quel secolo, smentendo l'ipotesi che fosse invece paleocristiana, come potrebbero far pensare la dedica a un apostolo e la vicinanza al foro. 
Nel 1013 la chiesa è citata con un prope forum domine regi et prope arcum, e pare che il nome "all'arco" derivasse dal fatto di trovarsi in prossimità dell'arco romano che dava accesso al foro, o di un arco monumentale eretto in onore dell'imperatore Adriano verso il 123 d.C., quando Florentia venne raggiunta dalla via Cassia.
Nel documento del 1013 comunque la chiesa di Sant'Andrea venne donata dal vescovo Ildebrando ai monaci di San Miniato al Monte, ed è probabile che in quell'occasione i monaci cluniacensi sostituissero le monache, trasferitesi a San Martino a Mensola. Nel 1025, su iniziativa del nuovo vescovo Lamberto, Sant'Andrea divenne parrocchia patronata dal clero secolare del Capitolo fiorentino, con un rettore eletto dal popolo previa approvazione dei canonici della cattedrale. Questa situazione generò numerose controversie, che vennero messe definitivamente a tacere solo nel XV secolo, quando papa Eugenio IV confermò sia il patronato che il metodo di elezione del rettore. 
Nel Trecento il patronato della chiesa era della famiglia Elisei. Danneggiata da più incendi, soprattutto nel 1232, nel 1304 (appiccato durante le dilanianti lotte tra famiglie rivali dell'epoca) e nel 1601, ai quali seguirono puntualmente trasformazioni e restauri.
Venne restaurata nel 1751, soprattutto la facciata che rischiava di rovinare. La parrocchia fu soppressa nel 1785, la chiesa ridotta a oratorio e destinata a luogo di riunione di una confraternita, che vi dimorò fino alla demolizione. Tutta l'area venne infatti interessata dal Risanamento di Firenze: sebbene la chiesa fosse in stato di decadenza per la necessità di restauri, la sua lunga vicenda storica non fu sufficiente a salvarla dalla distruzione e il suo abbattimento fu uno degli episodi più gravi di quella rivoluzione urbanistica. La demolizione avvenne nel 1889 e sull'intero isolato di Sant'Andrea fu allargata piazza Vittorio, chiusa a meridione da un grande palazzo.

## Descrizione

### Ubicazione
Sant'Andrea si trovava nell'omonima piazza nell'isolato immediatamente a sud del Mercato Vecchio. La chiesa, orientata con la facciata a ovest e l'altare maggiore a est come tipico degli edifici religiosi più antichi, si trovava tra l'omonima piazza di Sant'Andrea e Calimala. Sul lato nord di questa piazza si trovavano un edificio già dell'Arte dei Medici e Speziali e il retro del palazzo Borromei-Caponsacchi, appoggiato a sua volta sulla torre dei Caponsacchi, presso cui si estendeva il vicolo cieco degli Spadai, un tempo collegato a Mercato Vecchio dal vicolo della Tromba, poi chiuso dall'oratorio di Santa Maria della Tromba. A sud della piazza Sant'Andrea si trovava la residenza dell'Arte dei Linaioli e Rigattieri (per cui la piazza veniva al volta chiamata piazza del Lino): dal fianco di questo edificio si dipanava verso meridione la via dei Cavalieri, fitta di archi rampanti, che costeggiava il dado dei Lamberti e sbucava nel vicolo dei Lontanmorti nei pressi della piazzetta del Monte di Pietà dei Pilli, a sua volta affacciata su via Pellicceria. Un'altra strada che da via dei cavalieri portava in Calimala era via di Malborghetto, sbucante davanti al palazzo dell'Arte della Lana. Alle spalle della chiesa di Sant'Andrea la breve via di Sant'Andrea conduceva pure in Calimala, mentre sull'altro lato della piazza il vicolo di Sant'Andrea portava alla piazza degli Amieri, una piazzetta in cui si trovava l'alta torre degli Amieri e il retro di un palazzetto della stessa famiglia, affacciato sulla piazza del Mercato.Dalla piazza degli Amieri, che era detta anche dell'Osteria di Sant'Andrea, un altro breve vicolo, detto degli Amieri, portava in via Pellicceria, vicino alla fine di questa strada presso via de' Ferrivecchi (oggi via degli Strozzi). Da via dei Cavalieri, verso ovest, si poteva prendere la strada, tuttora esistente, di San Miniato tra le Torri, dove si trova ancora oggi quel che resta del palazzo dei Catellini da Castiglione.

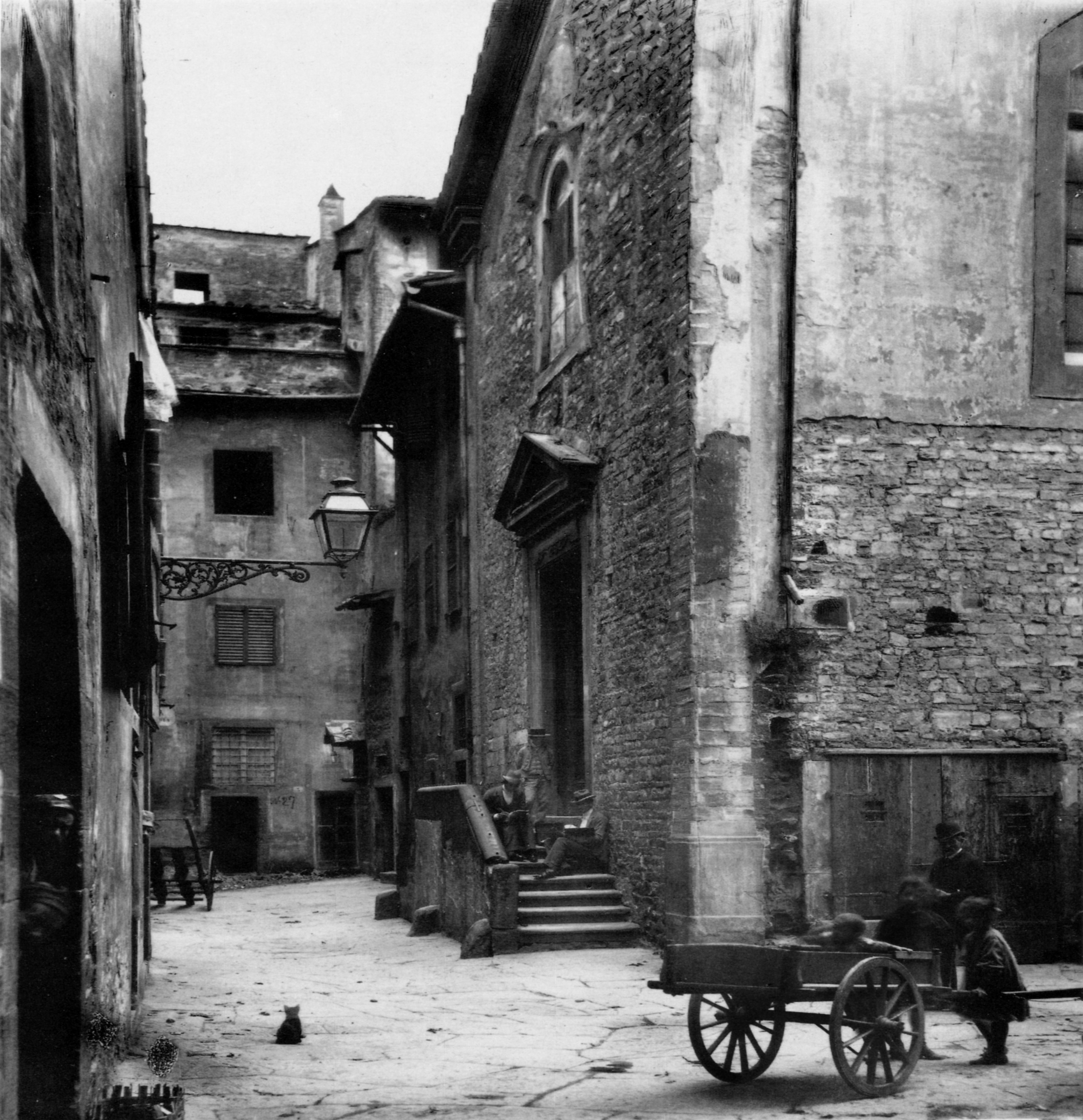
Piazza Sant'Andrea

### Esterno

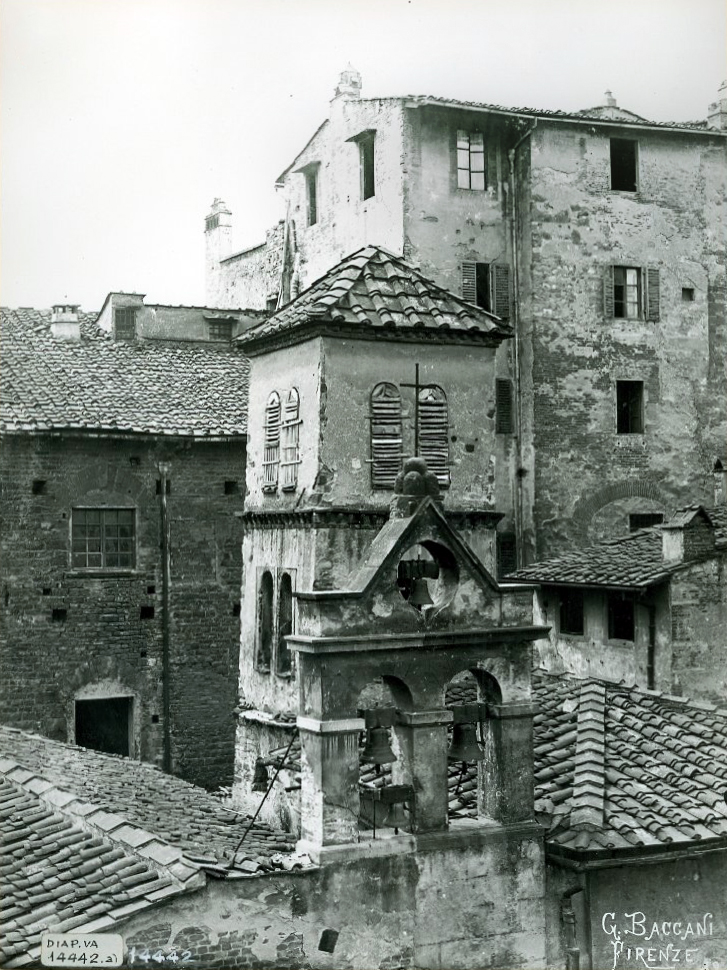
I due campanili di Sant'Andrea

Originariamente la facciata era a capanna con un filaretto liscio profilato agli angoli da lesene e conclusa da un frontone triangolare modanato. Il portale, con timpano, era accessibile da una piccola scalinata a doppia rampa, che faceva intuire la presenza di una cripta sotterranea destinata alle sepolture, ma nell'Ottocento ormai utilizzata come sede di varie botteghe e magazzini, già dal XIV secolo. Al tempo dei rifacimenti settecenteschi l'originaria finestra a oculo fu sostituita da una più grande, dal profilo mistilineo, e anche sul lato nord vennero ingrandite le aperture, lasciando però una monofora medievale tra di esse. Una testa di cherubino ricordava il possesso della chiesa da parte del Capitolo fiorentino (il frammento si trova oggi nel Museo di San Marco).
In facciata era presente una lapide dei Signori Otto:
I SS. OTTO HANNO PROIBITO

DI GIOCARE E FARE STREPITO

A BRACCIA.50.VICINO

ALLA CHIESA SOTTO PENA

DI SCUDI DVA, DELLA

CATTVRA ET ARBITRIO

1652
Vi si trovava inoltre un pietrino della congregazione di Gesù Pellegrino dei Pretoni. 
La torre campanaria fu adibita a lungo come piccionaia, piazzando le campane su un campanile a vela moderno. Di forma tozza ma graziosa, il campanile originario risaliva probabilmente al IX secolo (alla base) e al XII/XIII (ultimi livelli) ed era una torretta a base quadrata con copertura a bassa piramide, facce in filaretto di pietra, separate da cornici marcapiano con sostegni "a becco di civetta". Vi si aprivano al primo piano un ordine di monofore incorniciate da due lesene e da un fregio di archetti pensili, e tre ordini di bifore, con colonnette marmoree e capitelli "a nave" (secondo e terzo livello) o pilastrini (ultimo livello). Era l'unico campanile che avesse una leggera pendenza in Firenze. Nel Settecento venne affiancato da un campanile a vela.

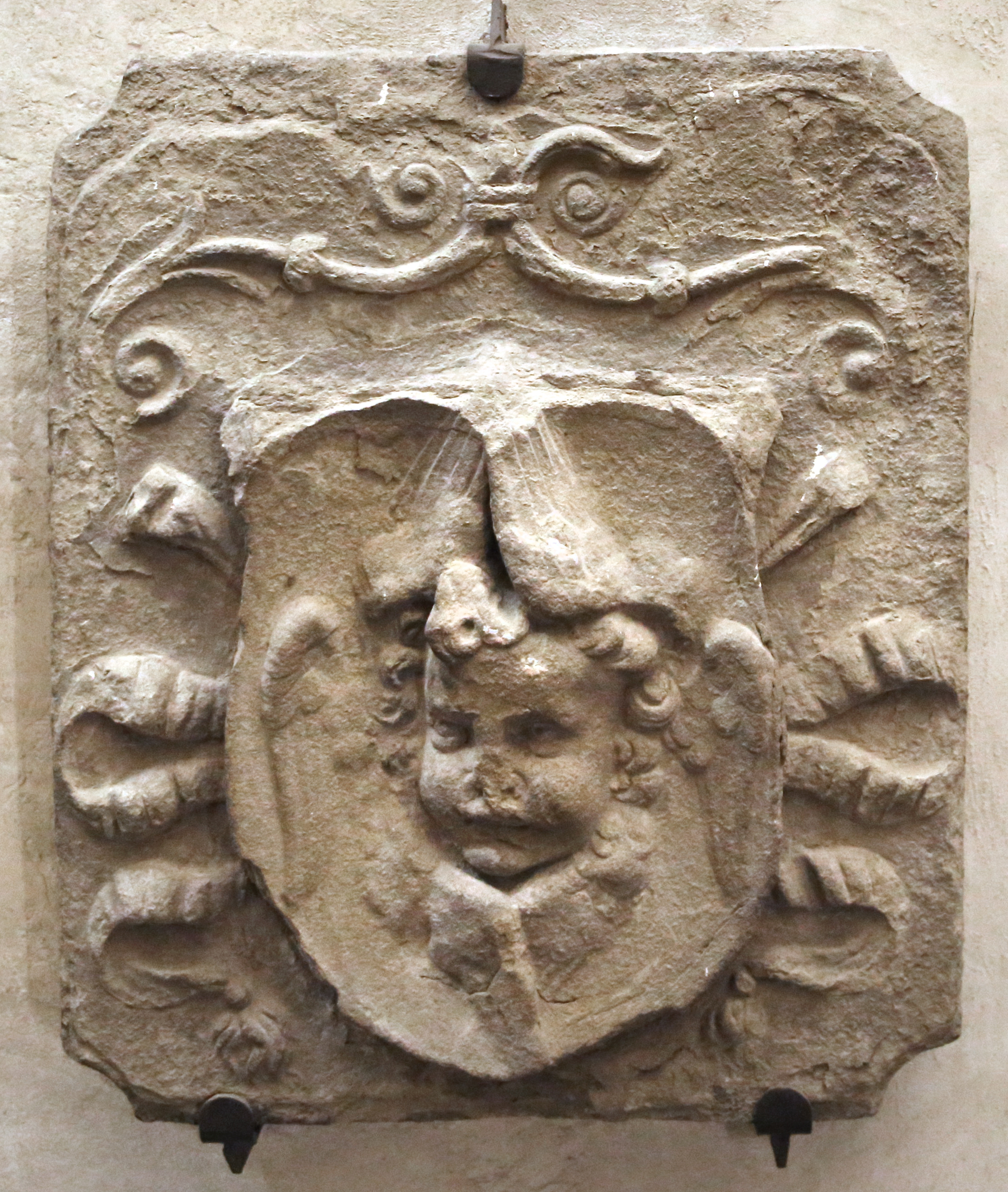
Testa di cherubino del Capitolo fiorentino, dalla facciata della chiesa

### Interno

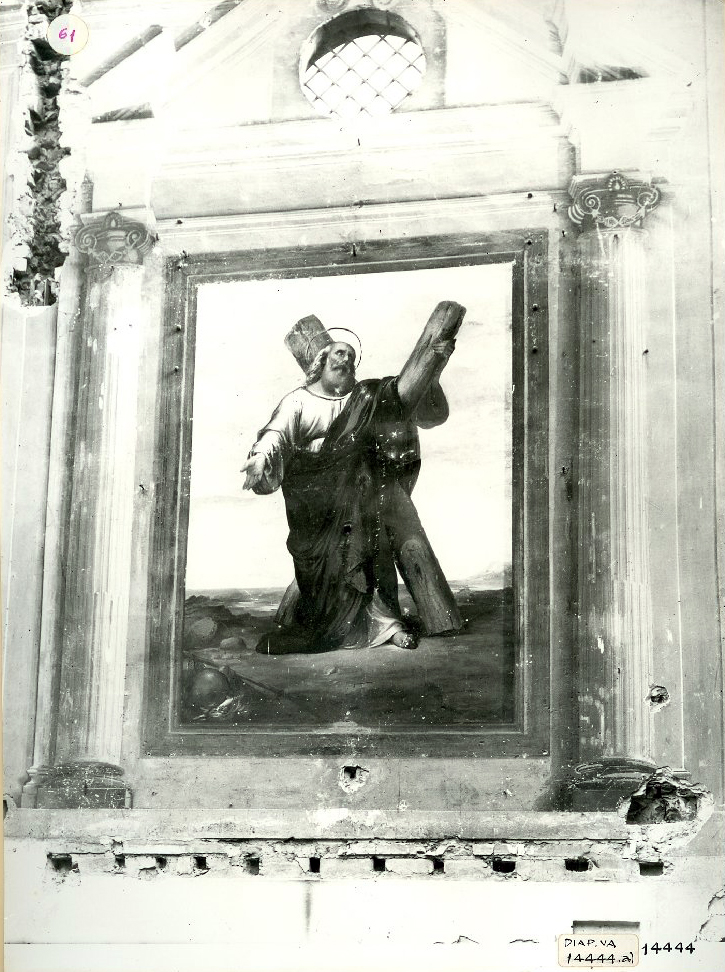
L'altare maggiore con una tela di Sant'Andrea al tempo della demolizione

L'interno della chiesa era ad aula unica coperta da capriate, nelle forme essenzialmente trecentesche. La ricognizione del XVIII secolo del Richa ricorda nel pavimento della chiesa molte lastre tombali, tra cui quella di Matteo di Gherardo, proprietario dell'Albergo dei Tre Re, o quella del priore Simone Migliorelli. 
Vi esistevano tre altari. Quello maggiore, già degli Amieri (di cui restava uno stemma alla base di una colonna), era decorato da una tavola tradizionalmente riferita a Domenico Ghirlandaio e raffigurante la Madonna col Bambino tra i santi Andrea, Zanobi, Reparata e Giovanni Battista. Ritenuta dispersa ai tempi del Carocci, quando era già stata sostituita da una mediocre tela con il solo santo titolare della chiesa, è stata identificata nel 1983 con un'opera attribuibile a Cosimo Rosselli nel Capitolo fiorentino. Su questo altare in occasione della festa di sant'Andrea veniva esposto un reliquiario del santo a forma di guglia. 
L'altare di destra presentava un Cristo in pietà settecentesco, e quello di sinistra una Cena in Emmaus riferita a Giorgio Vasari: opere tutte disperse. Inoltre, sul portale di accesso alla canonica, stava una lapide che ricordava il ritrovamento, in occasione dei restauri del 1751, del corpo incorrotto del priore Niccolò Strozzi, vissuto un secolo prima e fratello dello studioso di antichità Carlo Strozzi.

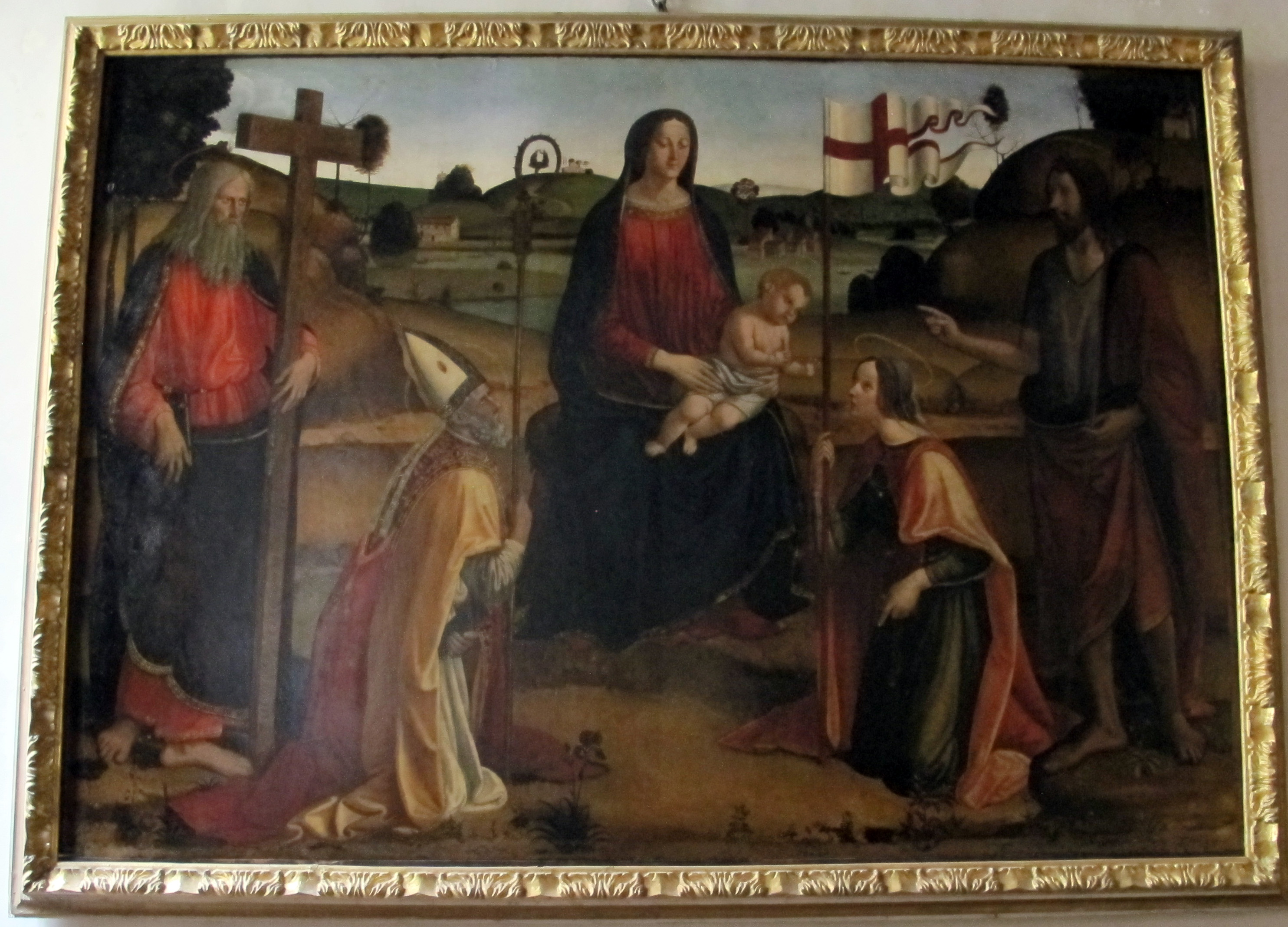
La pala di Cosimo Rosselli, già sull'altare maggiore di Sant'Andrea
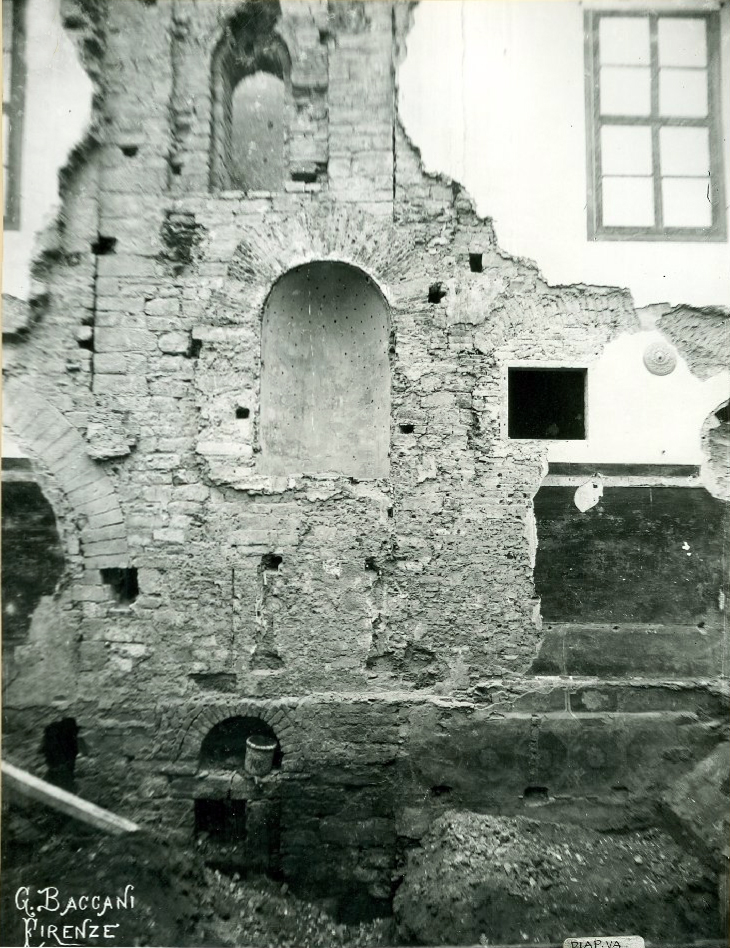
Rimozione dell'intonaco e sondaggi nel tereno prima della demolizione della chiesa
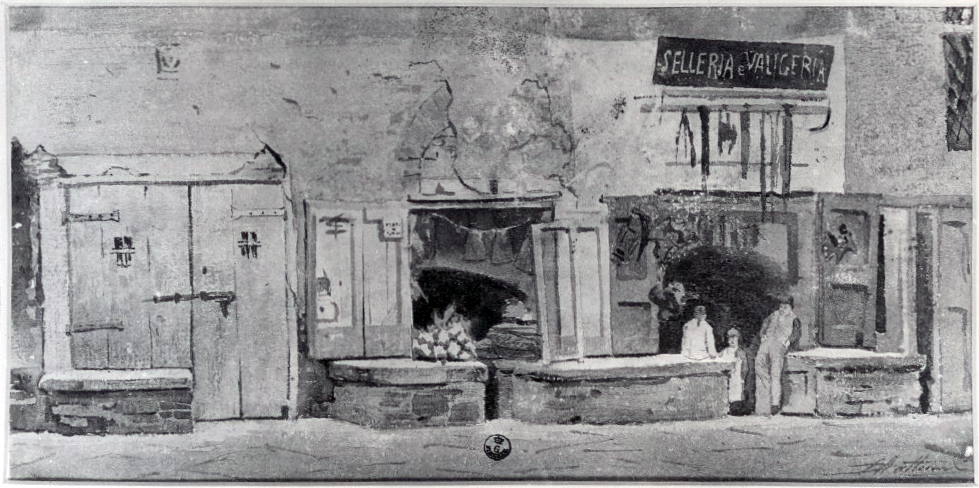
Dante Mattani, Botteghe sotto la chiesa di Sant'Andrea
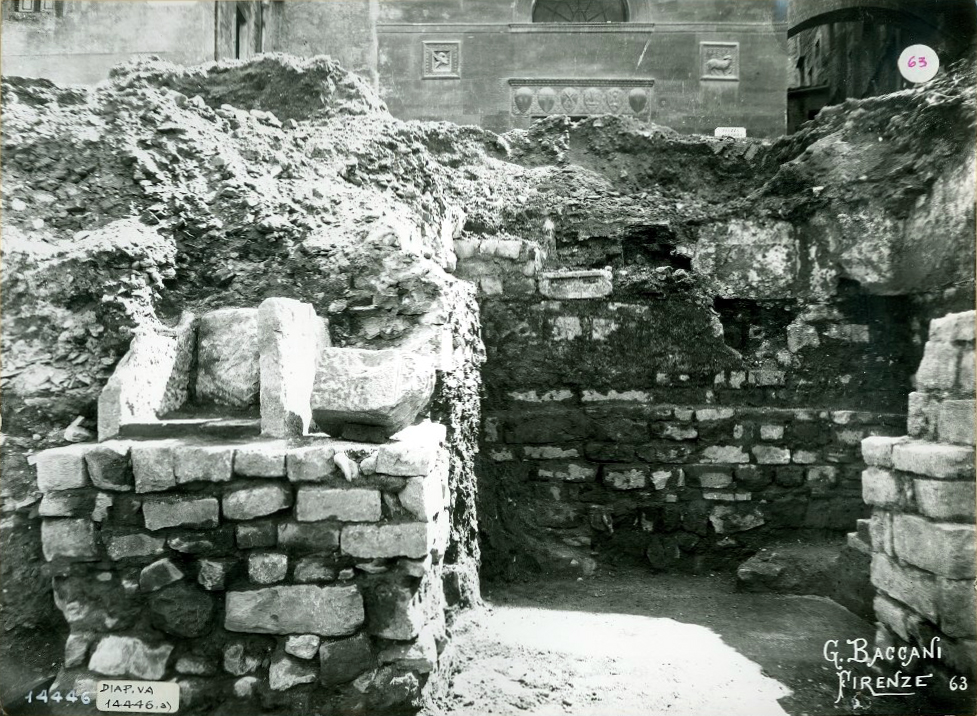
Ruderi di una casa romana sotto la chiesa

## Nella cultura di massa
La chiesa di Sant'Andrea, così come altri edifici non più esistenti dell'antico quartiere di Firenze, viene citata nella canzone "Mercato Vecchio" del cantautore fiorentino Filippo Guarino. La canzone è infatti ispirata al Risanamento della città.